# Slava
Сла́ва Баласа́нов (Slava Balasanov; род. 1981, Москва) — американский музыкант и деятель изобразительного искусства. Широкое внимание музыкальных критиков он привлёк в 2013 году с выходом альбома Raw Solutions, сочетавшем различные поджанры хаус-музыки, в том числе ранний чикагский хаус, джук и футворк.

## Биография
Родился и вырос в Москве; когда мальчику было 12 лет, его семья эмигрировала в Соединённые Штаты Америки и поселилась в Чикаго. В 2009 году он переехал в Бруклин, где и проживает в настоящее время. Баласанов окончил Чикагский университет со степенью бакалавра по математике и получил магистерскую степень по программе интерактивных телекоммуникаций в Нью-Йоркском университете.
Он начинал музыкальную карьеру в качестве гитариста в группе Hotbox the Space Shuttle (позднее переименована в Gigantic Titanic Rides Again), исполнявшей фри-джаз и рок, и в 1999 году присоединился к нойзовому коллективу Exoskeleton. В следующем году Баласанов перешёл к традиционному джазу и собрал квартет Stas, который играл как оригинальные композиции, так и переработки эстрадных номеров. В 2003 году у него пробудился интерес к электронной музыке, и два года спустя Слава под псевдонимом Pop Terror выпустил альбом …She Is, обойдённый вниманием музыкальной прессы. Для своих выступлений в чикагских клубах он выбрал семплер Korg Electribe.
Вместе с продюсерами Garo и Lokua он учредил инди-лейбл Moment Sound, на котором вышли два его релиза: Sunflower (2008) и Neon Life (2009). В 2010 году он выпустил сингл «Dreaming Tiger» на лейбле Future Times. Кроме того, несколько треков Славы появились на сборниках, выпущенный лейблами !K7 и Mathematics. По приглашению Дэниела Лопатина, другого потомка русской эмиграции, он переходит на лейбл Software, выпустивший в ноябре 2012 года его мини-альбом Soft Control, на котором Баласанов отходит от традиционного хауса в сторону его современной вариации — футворка. В апреле 2013 года, незадолго до выхода его долгоиграющей пластинки Raw Solutions, Слава был включён в число «лучших новых артистов месяца» на сайте журнала Spin. На две композиции из альбома были сняты видеоклипы: в «Werk» появляется сам Баласанов, одетый в олимпийку с надписью «Russia»; в клипе на «Girl Like Me», поставленном Юджином Котляренко с участием модели Лорен Эйвери, рассказывается история инцестуальной связи между подростками.

## Дискография

### Студийные альбомы
- …She Is (под псевдонимом Pop Terror; 2005)
- Sunflower (2008)[11]
- Neon Life (2009)[11]
- Raw Solutions (2013)[4]

### Мини-альбомы
- Soft Control (2012)[4]

### Синглы
- «Dreaming Tiger» (2010)
- «On It» (2013)
- «Werk» (2013)